# Melissa Hill
Melissa Hill   (San Francisco, 8 de gener de 1970) és una antiga actriu i directora de cinema pornogràfic. Va ser inclosa a la  Saló de la fama AVN el 2014 i al Saló de la Fama de XRCO el 2015.
Hill va començar la seva carrera a la indústria de l'entreteniment per a adults l'any 1992 modelant per primera vegada en publicacions fotogràfiques a revistes com Club, Hustler, i High Society. Va començar a actuar en pel·lícules per a adults un any més tard i va aparèixer en més de 200 pel·lícules, per a una gran varietat de productors, durant els propers deu anys fins que es va retirar del hardcore. Al llarg de la seva carrera, va ser nominada a diversos premis AVN. Hill va guanyar el premi AVN a la millor actriu el 1997 per Penetrator 2 (Pleasure Productions). El 1998 fou nominada al premi AVN a la millor actriu secundària per Bad Wives de Paul Thomas (Vivid Entertainment Group). En una entrevista del 2015, va afirmar que es va retirar en part perquè no volia envellir davant la càmera i en part perquè la seva carrera havia arribat a un "altiplà", i es va trobar a si mateixa sense obtenir un altre contracte i no volia sucumbir a la cirurgia plàstica.
Hill també ha aparegut en una varietat de produccions principals, sobretot la comèdia de temàtica porno Orgazmo dels creadors de South Park Trey Parker i Matt Stone. Ha actuat en papers no sexuals, com ara Beyond Fucked: A Zombie Odyssey i a les paròdies porno Underworld i Measure X.

## Premis
- Premis AVN de 1997 - Millor escena de sexe per a noies, pel·lícula (Dreams of Desire)[2]
- Premis AVN 1997 - Millor actriu (Penetrator 2: Grudge Day)[2]
- Premis AVN 1998 –  Millor actriu secundària (Bad Wives)[2]
- 2014 Saló de la Fama d'AVN[2]
- 2015 Saló de la Fama de XRCO[3]